# Liyang
Liyang (溧阳市S, LìyángP) è una città-contea della Cina, situata nella provincia di Jiangsu e amministrata dalla prefettura di Changzhou.